# Tervaporvarit
Les Tervaporvarit suédois, des marchands de goudron, étaient les principaux marchands des villes d’Oulu et de Kokkola, qui ont négocié et exporté le goudron de pin dans les années 1700-1800. Le goudron était au XIXe siècle un produit d'exportation majeur d'Oulu. Les paysans de Kainuu ont produit le goudron le long de la rivière Oulujoki et l'on fourni aux tervahovi (Ferme à goudron) à Toppila, au nord de Toppilansalmi. Outre le commerce d'exportation et d'importation, les tervaporvarits ont été impliqués dans la construction navale et le bois de scierie,.
En raison de la richesse des Tervaporvarit, les magasins de goudron appartenaient à la classe supérieure influente d'Oulu, qui parlait le suédois. En général, le marché du goudron était hérité, mais il était également possible d'entrer dans la classe des marchands après une longue formation. Les marchands principaux d'Oulu étaient constitués par les familles suivantes :
- Nylander
- Franzén (Keckman)
- Höckert
- Ravander
- Bergbom
- Junnelius
- Descendance Niska
  - Isak Niska
  - Jonas Adolf Niska
- Hoffrén

Parmi les autres grossistes bien connus d'Oulu, entre autres. Jacob Sporman, L. Keckman, Eric Candelberg, C. F. Engman au XVIIIe siècle et J. W. Snellman G, Pentz et Antti Santaholma au XIXe siècle.

## Sources
- Rumputus - Kulttuurioulu 6/2005 - Sivu 3, Pohjois-Pohjanmaan museo.
- Oulun historian henkilöitä
- Yhteenveto tervakauppiaiden tervatileistä vuonna 1794